# Шауфлинг
Шауфлинг (нем. Schaufling) — община в Германии, в Республике Бавария. Община расположена в правительственном округе Нижняя Бавария в районе Деггендорф и непосредственно подчиняется управлению административного сообщества Лаллинг. Население составляет 1511 человек (на 31 декабря 2010 года). Занимает площадь 25,43 км². Община подразделяется на 26 сельских округов.

## Население
По оценке на 31 декабря 2015 года население общины Шауфлинг составляет 1502 чел. 

| Дата      | 1840 | 1871 | 1900 | 1925 | 1939 | 1950 | 1961 | 1970 | 1987 | 2011 |
| --------- | ---- | ---- | ---- | ---- | ---- | ---- | ---- | ---- | ---- | ---- |
| Население | 1097 | 1176 | 1114 | 1401 | 1284 | 1596 | 1280 | 1253 | 1209 | 1469 |

| Год       | 1960 | 1970 | 1980 | 1990 | 2000 | 2009 | 2010 | 2011 | 2012 | 2013 | 2014 | 2015 |
| --------- | ---- | ---- | ---- | ---- | ---- | ---- | ---- | ---- | ---- | ---- | ---- | ---- |
| Население | 1477 | 1239 | 1277 | 1245 | 1452 | 1513 | 1511 | 1482 | 1473 | 1472 | 1488 | 1502 |